# Perrusson
Perrusson – miejscowość i gmina we Francji, w Regionie Centralnym, w departamencie Indre i Loara.
Według danych na rok 1990 gminę zamieszkiwało 1315 osób, a gęstość zaludnienia wynosiła 45 osób/km² (wśród 1842 gmin Regionu Centralnego Perrusson plasuje się na 303. miejscu pod względem liczby ludności, natomiast pod względem powierzchni na miejscu 358.).